# Seznam libanonskih generalov
Seznam libanonskih generalov.

## A
Joseph Aoun - Michel Aun - 
Raymond Azar - 

## L
Émile Lahoud - Jamil Lahoud -